# Wortelknobbelaaltjes
Wortelknobbelaaltjes  zijn plantenparasitaire aaltjes die tot het geslacht Meloidogyne behoren. Wortelgalaaltjes behoren tot het geslacht Subanguina. Ze komen voor in de grond en tasten de wortels aan. Er zijn ongeveer 2000 plantensoorten die aangetast kunnen worden.

## Beschrijving
In Nederland komen wortelknobbelaaltjes voor op onder andere aardappel, tomaat, mais en suikerbieten. Na infectie worden er gallen op de wortels gevormd, waarin de aaltjes leven en voedingsstoffen uit de plantencellen zuigen.

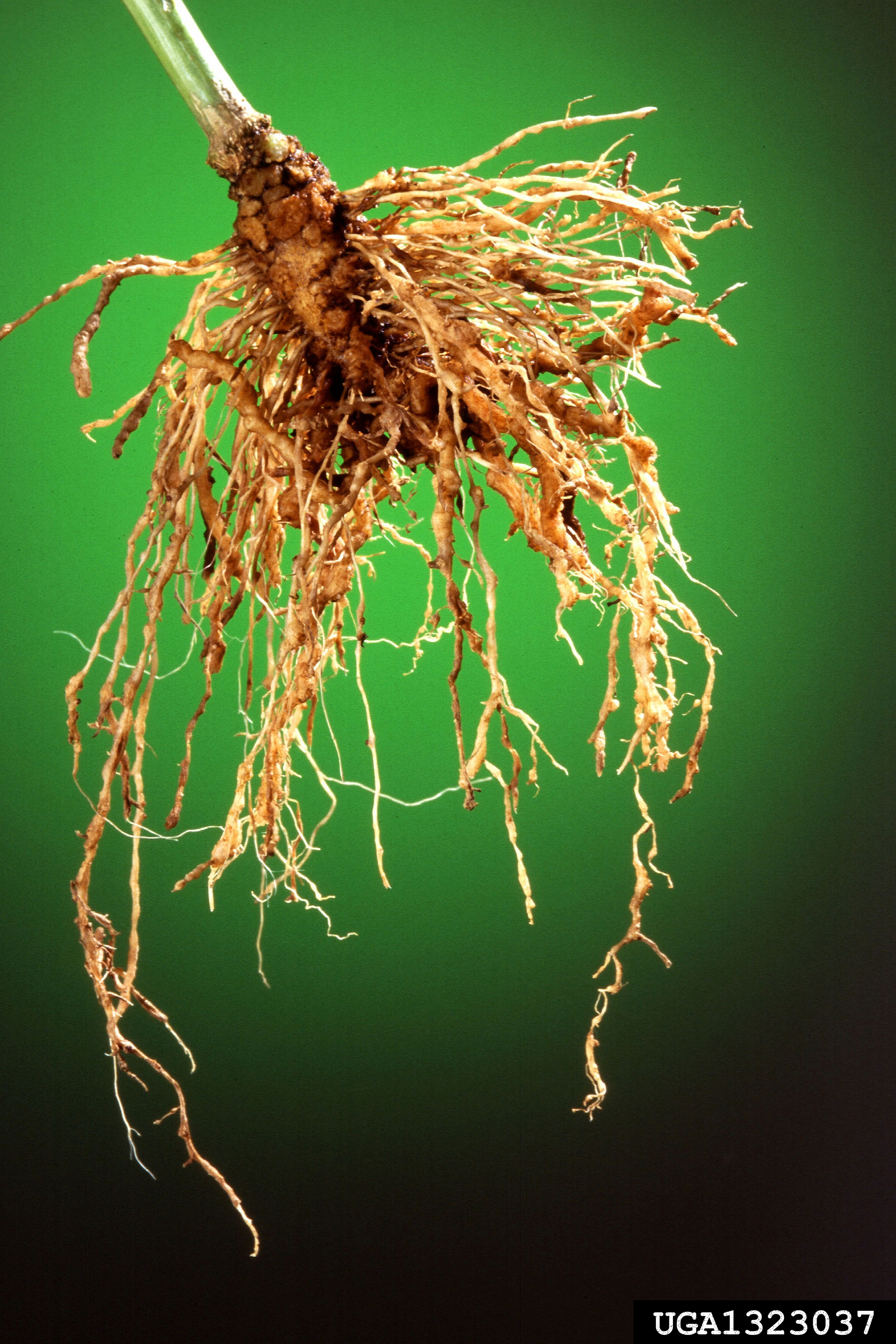
Meloidogyne incognita op een Capsicum-soort

Enkele soorten die in Nederland voorkomen zijn:
- Meloidogyne hapla, het noordelijk wortelknobbelaaltje dat kleine wortelknobbeltjes vormt en meer vertakking van de wortels veroorzaakt. Dit wortelknobbelaaltje kan ook aardappelen aantasten, maar leeft verder op de wortels van andere planten (soorten uit de Vlinderbloemenfamilie, mais en andere graansoorten).
- Meloidogyne incognita alleen in kassen en vormt langwerpige knobbels
- Meloidogyne arenaria sporadisch en alleen in kassen en vormt ruwe knobbels
- Meloidogyne javanica alleen in kassen en vormt vrij grote in elkaar overlopende, bloemkoolachtige knobbels
- Meloidogyne chitwoodi het maïswortelknobbelaaltje dat sinds de jaren 1980 in Nederland vooral op mais voorkomt, maar ook op suikerbieten en aardappelen. Bij een lage besmettingsgraad veroorzaken ze bobbels en pukkels onder de schil van de knollen.
- Meloidogyne fallax het bedrieglijk maiswortelknobbelaaltje is een ander maïswortelknobbelaaltje dat pas in 1992 werd ontdekt en in 1996 beschreven.[1] Dit wortelknobbelaaltje lijkt sterk op de vorige soort. Deze soort komt vooral voor op suikerbieten.

## Volledige soortenlijst
Het totaal aantal beschreven soorten binnen dit geslacht bedraagt meer dan 70.

## Levenscyclus
Alle nematoden hebben een embryonaalstadium, vier larvale stadia (L1 - L4) en een volwassen stadium. Het jonge Meloidogynes-aaltje komt uit het ei als een vermiforme larve in het tweede stadium (L2), waarbij de eerste vervelling in het ei heeft plaatsgevonden. Pas uitgekomen larven hebben een korte vrijlevende fase in de bodem, in de rhizosfeer van de waardplanten. Ze kunnen de ouderwaardplanten opnieuw infecteren of door de grond migreren naar een nieuwe waardplantwortel. L2-larven voeden zich niet tijdens de vrijlevende fase, maar leven van in de darm opgeslagen lipiden.
Een uitstekend modelsysteem voor de studie van het parasitaire gedrag van plantparasitaire aaltjes is ontwikkeld met behulp van de zandraket (Arabidopsis thaliana) als modelgastheer. De wortels van de zandraket zijn aanvankelijk klein en transparant, zodat elk detail zichtbaar is. Binnendringen en migratie in de wortel werd bestudeerd met Meloidogyne incognita. Aaltjes van het tweede larvale stadium dringen het wortelstrekkingsgebied binnen en migreren in de wortel totdat ze een vaste verblijfplaats hebben gevonden. Signalen van de L2-aaltjes zorgen ervoor dat parenchymcellen in de buurt van de kop van het L2-aaltje meerkernig worden voor het vormen van voedingscellen, algemeen bekend als reuzencellen, van waaruit de L2 en later de volwassen aaltjes zich voeden met behulp van een stilet. Gelijktijdig met de vorming van reuzencellen, vormt het omringende wortelweefsel een gal (knobbel) waarin de zich ontwikkelende larve zit. De larven beginnen zich met de inhoud van de reuzencellen te voeden ongeveer 24 uur nadat ze een vaste verblijfplaats hebben gevonden.
Na verdere voeding ondergaan de L2-aaltjes morfologische veranderingen en worden ze bolvormig. Zonder verdere voeding vervellen ze drie keer en worden uiteindelijk volwassen. Bij vrouwtjes, die bijna bolvormig zijn, wordt de voeding hervat en ontwikkelt het voortplantingssysteem zich. De mannetjes kunnen zich vrij bewegen en verlaten de wortel nadat ze volwassen zijn geworden. De levensduur van een volwassen vrouwtje kan tot drie maanden oplopen en er kunnen honderden eieren worden geproduceerd. Vrouwtjes kunnen na de oogst van de bovengrondse delen van de plant doorgaan met het leggen van eieren. De overlevingsfase van het aaltje tussen de opeenvolgende gewassen bevindt zich meestal in het ei.
De lengte van de levenscyclus is temperatuurafhankelijk. De relatie tussen ontwikkelingssnelheid en temperatuur is lineair over een groot deel van de levenscyclus van de wortelknobbelaaltjes, hoewel het mogelijk is dat de verschillende stadia van de levenscyclus, bijvoorbeeld ei-ontwikkeling, gastheer wortelinvasie van de waardplant of groei, een iets ander optimum hebben. Soorten binnen het geslacht Meloidogyne kunnen ook verschillende temperatuuroptima's hebben. Bij bijvoorbeeld Meloidogyne javanica vindt de ontwikkeling plaats tussen 13 en 34 °C, met een optimale ontwikkeling bij ongeveer 29 °C.
De vrouwtjes leggen de eieren in een gelatineuze massa geproduceerd door zes rectale klieren en afgescheiden voor en tijdens het leggen van de eieren. De gelatineuze massa vormt aanvankelijk een kanaal door de buitenste lagen van het wortelweefsel en omringt later de eieren. De gelatineuze massa vormt een barrière tegen waterverlies en zorgt door het hoge vochtgehalte dat de eieren niet uitdrogen. Naarmate de gelatineuze massa ouder wordt, verandert het van een kleverige, kleurloze gelei in een leerachtige, oranje-bruine substantie die gelaagd lijkt.
De eivorming is in Meloidogyne javanica gedetailleerd bestudeerd en lijkt op de eivorming in het goed bestudeerde, vrij levende aaltje Caenorhabditis elegans. Ook de embryogenese is bestudeerd en de ontwikkelingsstadia in een geplette eimassa zijn gemakkelijk te identificeren met een fasecontrastmicroscoop. Het ei bestaat uit één cel, met herkenbare volgende stadia van twee cellen, vier cellen en acht cellen. Verdere celdeling leidt tot het kikkervisjesstadium, waarbij door een verdere verlenging het eerste larvale stadium ontstaat. Het aaltje is nu ruwweg vier keer zo lang als het ei was. Het L1-stadium van Caenorhabditis elegans heeft 558 cellen en het L1-stadium van Meloidogyne javanica heeft waarschijnlijk een vergelijkbaar aantal, omdat alle aaltjes morfologisch en anatomisch vergelijkbaar zijn. Het omhulsel van het ei bestaat uit drie lagen, met als buitenste laag de vitellinelaag, dan een chitine-achtige middelste laag en een binnenste laag bestaande uit lipiden. De vitellinelaag bestaat voornamelijk uit eiwitvezels, met eiwitreceptoren die nodig zijn voor de spermabinding die op hun beurt gebonden zijn aan spermaplasmamembraanreceptoren.
Nadat het eiomhulsel doorlaatbaar is geworden, kan de larve uit het ei komen met behulp van fysieke en/of enzymatische processen. Eitjes van de wortelknobbelaaltjes worden in het algemeen niet beïnvloed door de aanwezigheid van een gastheer, maar komen pas uit bij de juiste temperatuur en in aanwezigheid van water. Ammonium-ionen kunnen het uitkomen remmen en het binnendringingsvermogen in de plantenwortels door de Meloidogyne incognita -larven verminderen.

## Wijze van voortplanting
Wortelknobbelaaltjes vertonen een reeks van verschillende wijzen van voortplanting, waaronder seksuele voortplanting (amfimixis), facultatieve seksuele voortplanting, meiotische parthenogenese (automixie) en mitotische parthenogenese (apomixie).

## Fotogalerij

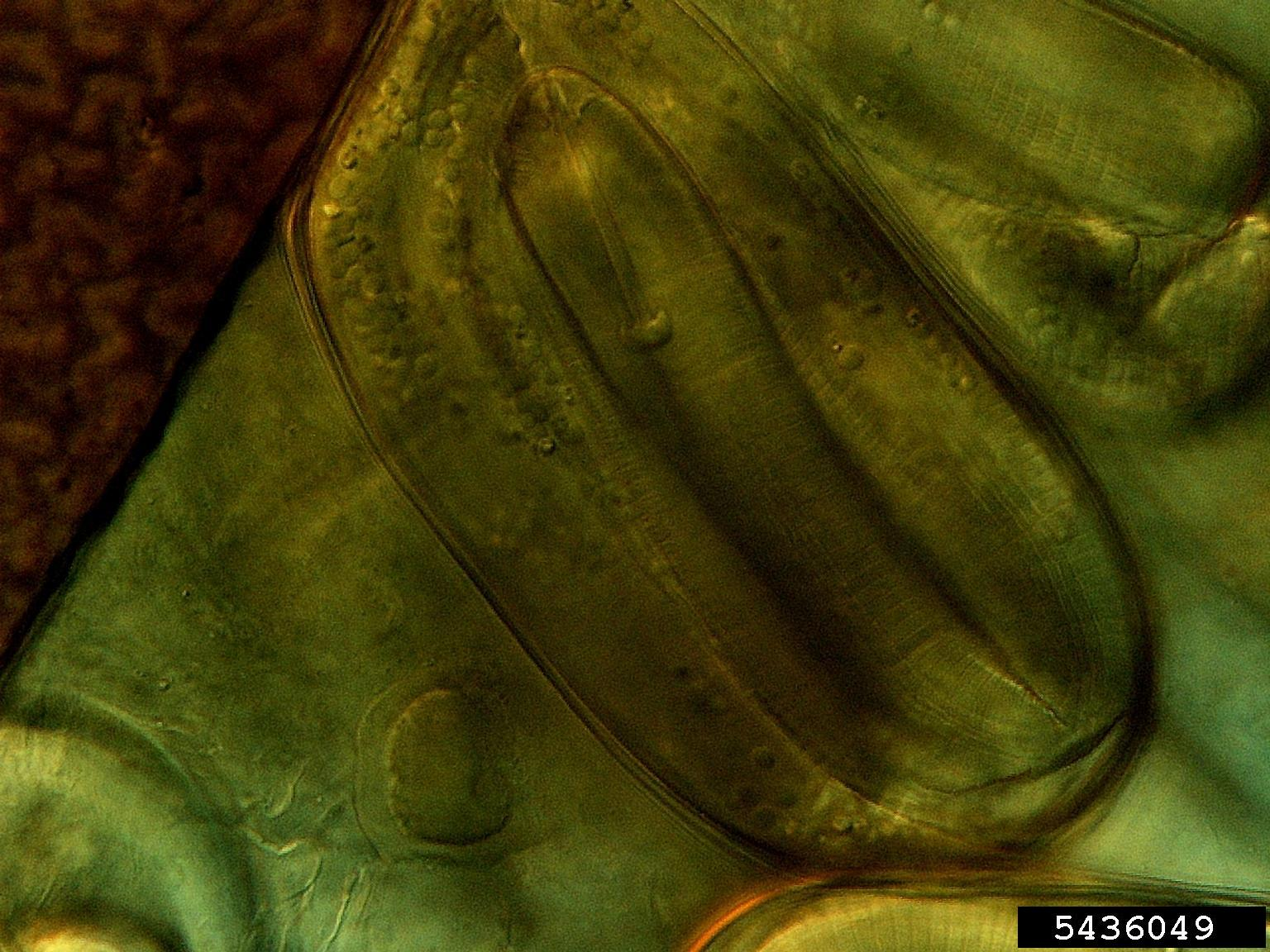
Eitje van een Heteroderidae-aaltje
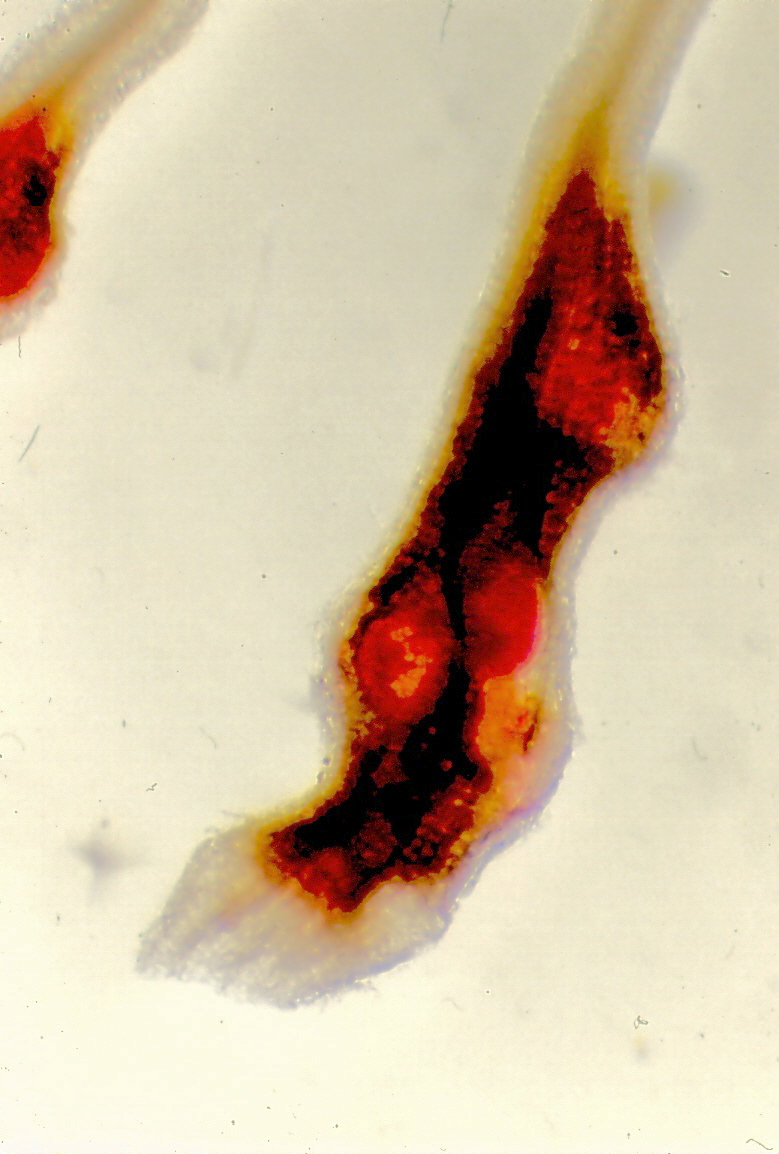
Vrouwtje van Meloidogyne arenaria in een pindawortel
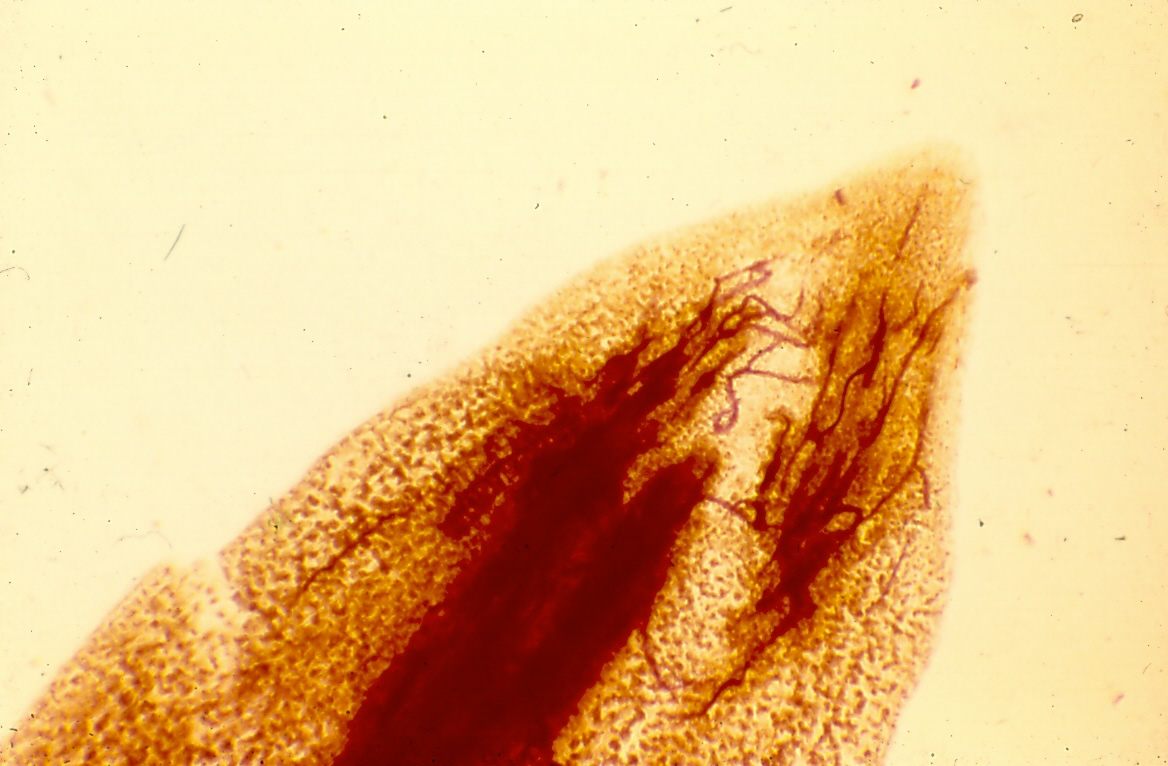
Meloidogyne arenaria L2-aaltjes in wortelpunt van de pinda
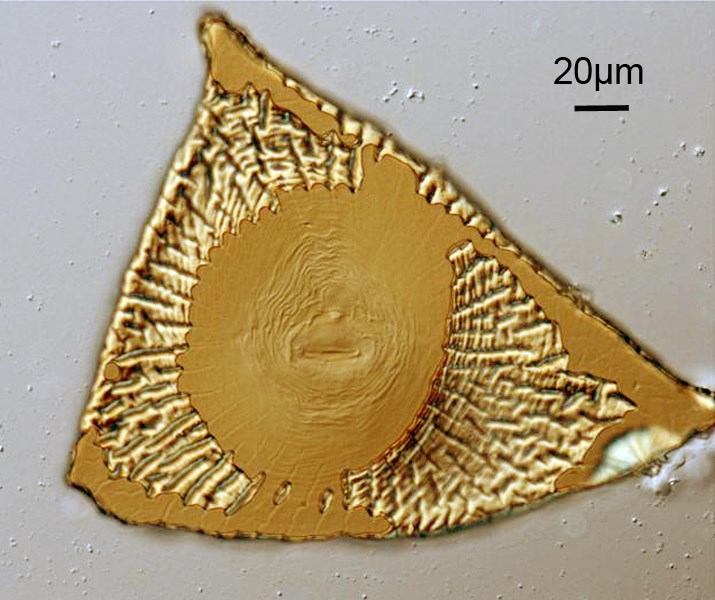
Patroon rond de anus van een mannelijk Meloidogyne incognita-aaltje
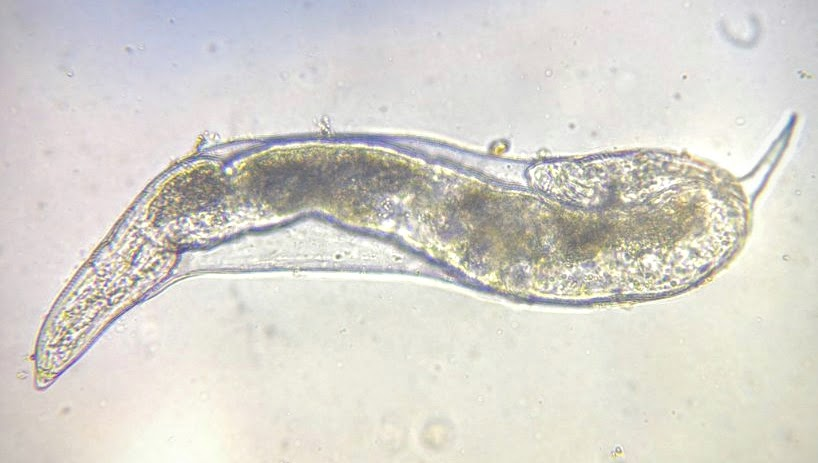
L3-larve van een Meloidogyne sp.
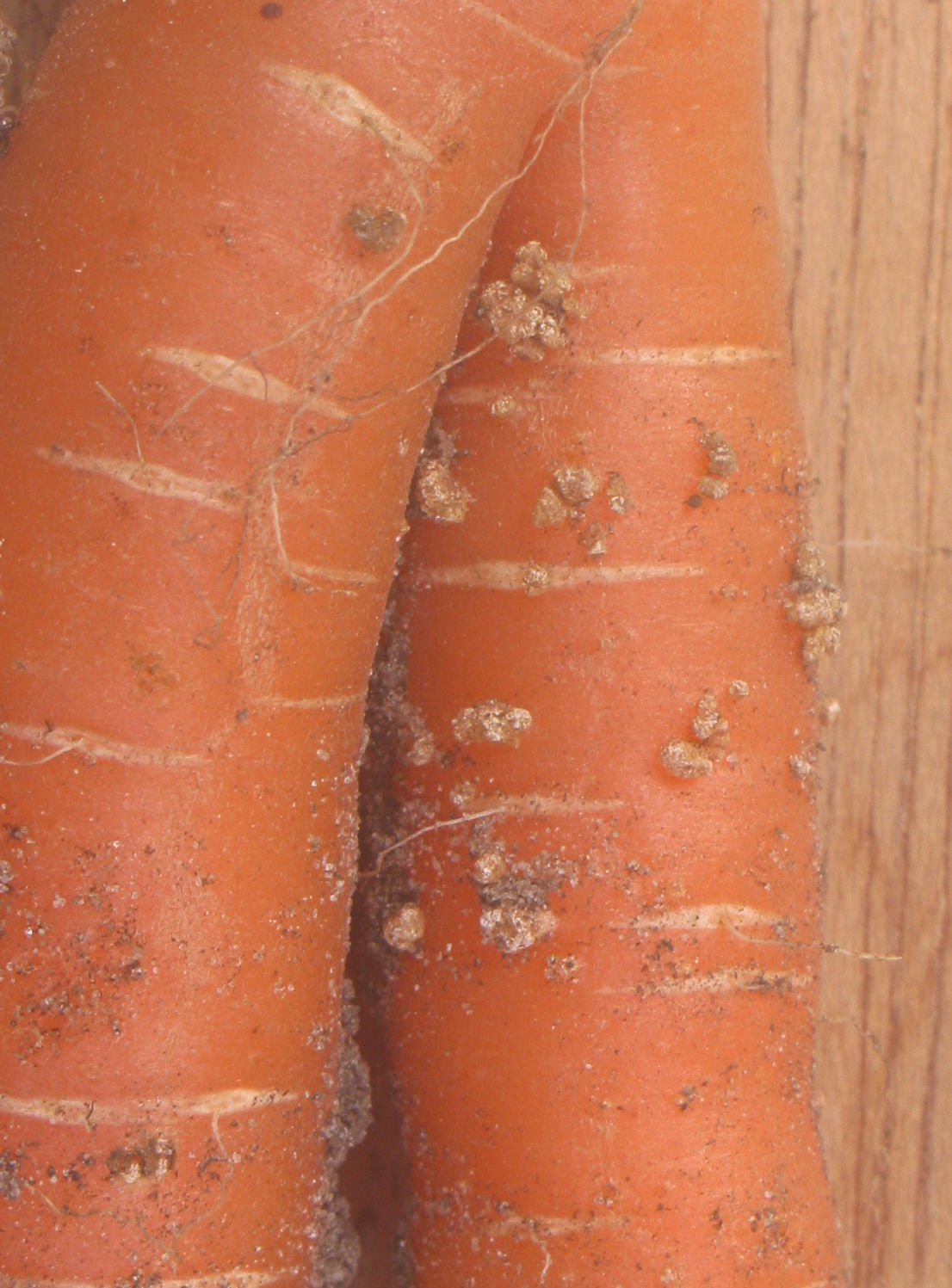
Meloidogyne chitwoodi op wortel 'Amsterdamse Bak'
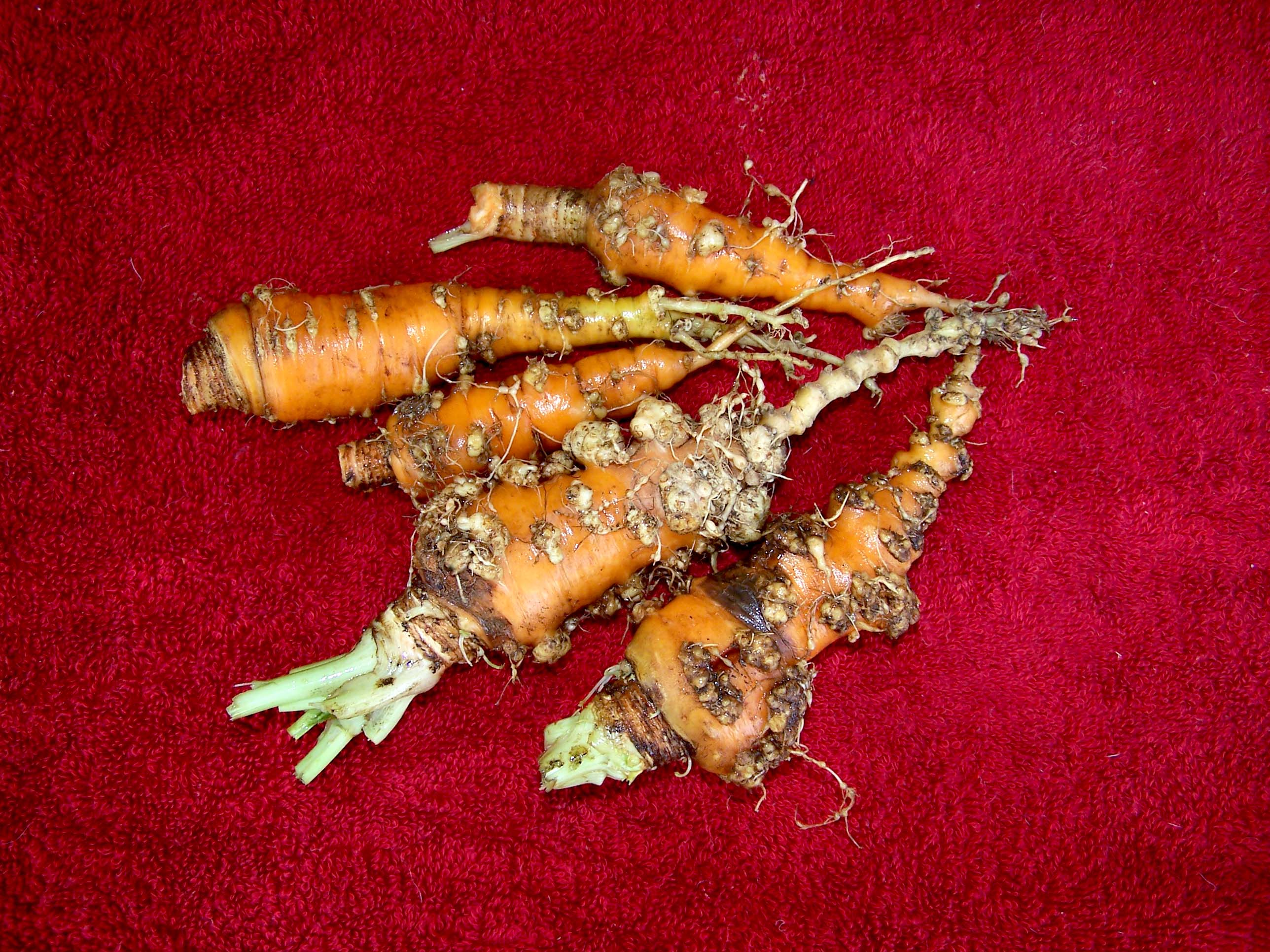
Wortelknobbels op wortel